# Aculithus bijiashanicus
Espèce
Synonymes
- Otacilia bijiashanica Liu, 2020

Aculithus bijiashanicus est une espèce d'araignées aranéomorphes de la famille des Phrurolithidae.

## Distribution
Cette espèce est endémique du Jiangxi en Chine,. Elle se rencontre vers Jinggangshan.

## Description
Le mâle holotype mesure 2,56 mm et la femelle paratype 2,62 mm.

## Systématique et taxinomie
Cette espèce a été décrite sous le protonyme Otacilia bijiashanica par Liu en 2020. Elle est placée dans le genre Aculithus par Liu, Li, Zhang, Ying, Meng, Fei, Li, Xiao et Xu en 2022.

## Étymologie
Son nom d'espèce lui a été donné en référence au lieu de sa découverte, Bijiashan.

## Publication originale
- Liu, Luo, Ying, Xiao, Xu & Xiao, 2020 : « A survey of Phrurolithidae spiders from Jinggang Mountain National Nature Reserve, Jiangxi Province, China. » ZooKeys, no 946, p. 1-37 (texte intégral).